# Calletaera foveata
Calletaera foveata is een vlinder uit de familie van de spanners (Geometridae). De wetenschappelijke naam van de soort is voor het eerst geldig gepubliceerd in 1993 door Jeremy Daniel Holloway.